# Вятка (Путивльский район)
Вятка (укр. В'ятка) — село,
Вязенский сельский совет,
Путивльский район,
Сумская область,
Украина.
Код КОАТУУ — 5923882303. Население по переписи 2001 года составляло 19 человек .

## Географическое положение
Село Вятка находится на правом берегу реки Клевень,
выше по течению на расстоянии в 0,5 км расположено село Петропавловская Слобода (Глуховский район),
ниже по течению на расстоянии в 1,5 км расположено село Ховзовка,
на противоположном берегу — село Шулешовка.
На расстоянии в 1 км расположено село Окоп.
К селу примыкает небольшой лесной массив.
Рядом проходит автомобильная дорога Т-1908.